# Кременчуцька ТЕЦ
Кременчу́цька ТЕЦ — теплоелектроцентраль  та найпотужніша електростанція Полтавської області. Станція постачає теплоносій близько тисячі юридичним особам і більше 56 тисячам побутових споживачів Кременчука, а електричною енергією задовольняє потреби області на чверть.

## Станція
- Три генератори загальною потужністю 150 МВт. Четвертий генератор — блочний 105 МВт
- Розподільчий пристрій (6 кВ)
- Чотири трансформатори зв'язку.
- Повітряні лінії електропередач (154 кВ)
- Чотири енергетичні котли (потужність кожного — 420 тонн пари на годину).
- Два водогрійних казани.
- Дві баштові градирні продуктивністю 8000 м³ за годину та одна вентиляторна — продуктивністю 6000 м³ за годину.
- Цех хімводоочистки.

Основним паливом ТЕЦ є природний газ, резервним — мазут. Газ постачається від магістрального газопроводу Диканька — Кременчук — Кривий Ріг. Максимальне споживання газу — до 100 000 м³ на добу. Мазут поступає від нафтопереробного заводу по трубопроводу до 3-х резервуарів по 2000 м³ кожен.

## Історія
ТЕЦ проектувалася як структурний підрозділ Кременчуцького нафтопереробного заводу.
- 1965 рік — 31 грудня пуск першого турбогенератора. Введені в експлуатацію хімводоочистка, котельна і підстанція 154 кВ.
- 1972 року став до ладу останній, четвертий, турбогенератор станції.
- 2022 року 24 квітня знищена ракетним ударом військ Росії , в результаті загинув цивільний працівник і сім чоловік зазнали поранення різної степені складності.